# منتخب بريطانيا العظمى لكأس ديفيز
منتخب بريطانيا العظمى لكأس ديفيز (بالإنجليزية: Great Britain Davis Cup team)‏ هو ممثل بريطانيا العظمى الرسمي في كرة المضرب في كأس ديفيز.